# Uschi Heusel

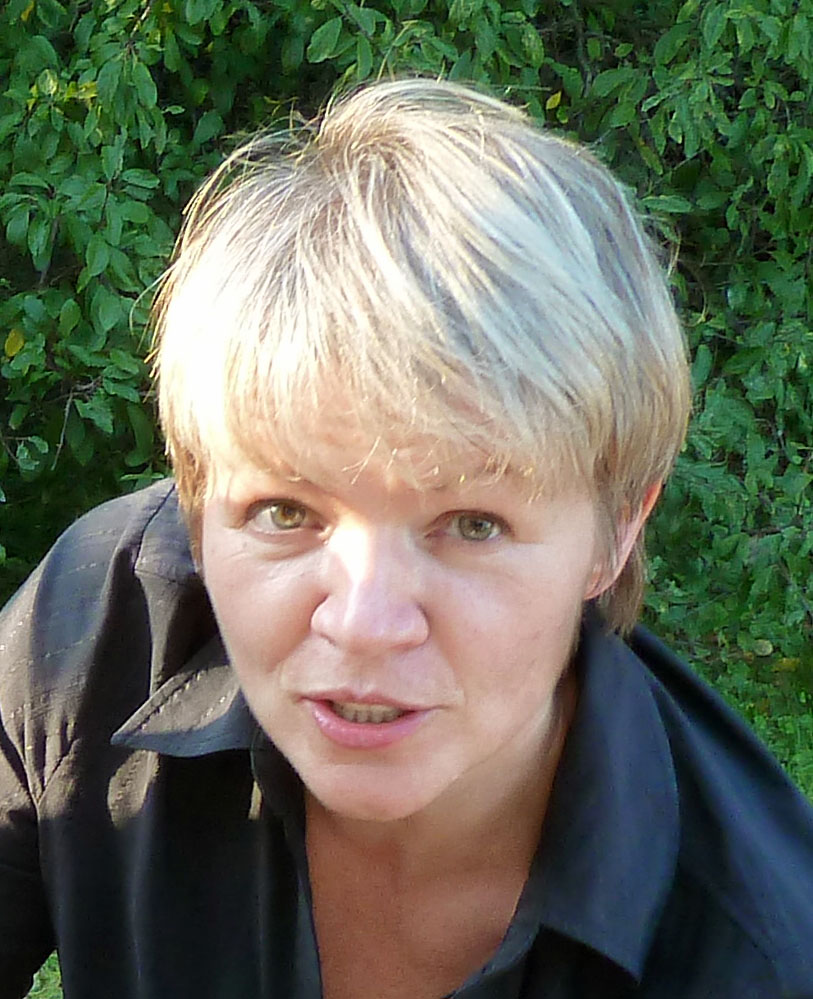
Uschi Heusel

Uschi Heusel (* 1956 in Dietzenbach, Hessen) ist eine deutsche Karikaturistin, Cartoonistin, Malerin, Illustratorin und Autorin.

## Leben und Werk
Uschi Heusel lebt seit ihrer Geburt in Dietzenbach. Nach der Realschule absolvierte sie eine Ausbildung zur Bürokauffrau und arbeitete bis 1993 in ihrem Ausbildungsberuf.
Sie malte und zeichnete stets autodidaktisch, bis auf ein einjähriges Fernstudium im Malen und Zeichnen im Jahr 1985.
Seit 1994 arbeitet Uschi Heusel als freie Künstlerin. Sie illustrierte zahlreiche Kinder-, Sach- und Schulbücher. Daneben entstanden Cartoonbände, Buchcover, Zinnfigurenmotive, Brett- und Kartenspiele, Postkartenmotive und vieles mehr. Bekannt wurde Uschi Heusel durch die Cartoons der meist hessisch sprechenden „Ratte Ludwig“, die seit 1998 regelmäßig wöchentlich in der Tageszeitung Offenbach-Post erscheinen.
Ratten wurden zu ihrem Markenzeichen, aber auch Schweine und anderes Getier werden von ihr humoristisch behandelt. Im Jahr 2002 entwarf Uschi Heusel ihre ersten Rattengemälde nach Inspirationen aus einem Besuch der „Villa Ludwigshöhe“ (Sommerresidenz König Ludwig I/Pfalz). Seither entstanden unzählige skurrile Ratten-Werke im Stil alter Meister, die Uschi Heusel jeweils mit kleinen Untertexten versieht und im Jahr 2002 erstmals ausstellte.
Eine Ausstellung beim Salon international de la Caricature in Saint-Just-le-Martel in Frankreich im Jahr 2012 brachte Heusel den Prix de’l humour tendre ein, der sie für ihren zarten Humor auszeichnete.
Seit 2013 sind Heusels Rattengemälde auch unter dem Namen Museum of modern Rat bekannt, was auf eine Idee ihres Zeichnerkollegen Klaus Puth zurückzuführen ist.
Eine von Uschi Heusel im Jahr 2016 geschaffene Bronze-Skulptur ihrer menschengroßen Comic-Figur Ratte Ludwig, welche im Ortsteil Steinberg lachend auf einem Steinberg sitzt und unter dem Namen „Steinberg-Kreisel“ in Dietzenbach („N 50° 01.367 E 008° 46.994“) errichtet wurde, machte die Ratte Ludwig über die Grenzen Deutschlands hinaus bekannt.
Im März/April 2018 stellte Heusel erstmals außereuropäisch in der chinesischen Provinzhauptstadt Yunnans, Kunming im Liuyun Pavilion ihre Werke aus.

## Bibliografie (Auswahl)
- Johannes Bär. 1996 Text und Illustration (Baumhaus)
- Zahlreiche Titelillustrationen u. a. für die Serie Aldidente (ca. 68), 1996 bis 2005 (Eichborn)
- Die Insel der sprechenden Tiere. 1997 – Illustration (Baumhaus)
- Rudi Ratte Band 1 und 2. 1998 – Text und Illustration (Baumhaus)
- Bärologie. 1998 – Illustration (Eichborn)
- Das kleine Schweinchen Julian 1998 – Illustration (Ritschel)
- Sport ist Mord. 1999 – Illustration (Tomus)
- König Ludwig. 1999, Cartoonband – (Eigenverlag)
- Gute Besserung. 1999 – Cartoons (Tomus)
- Büro. 2000 – Cartoons (Tomus)
- Wie sie jeden Mann weichkochen. 2000 – Illustration (Eichborn)
- Du musst ein Schwein sein. Die Prinzen, 2003 – Illustration (Gustav Kiepenheuer)
- Ratte Ludwig 1. („Babbier is all“), 2005 – Text und Cartoons (Gebr. Kornmayer)
- Ratte Ludwig 2. („Wer feiern kann…“), 2006 – Text und Cartoons (Gebr. Kornmayer)
- Pferde und Ponys. 2007 – Illustration (FX Schmidt/Ravensburger)
- Ratte Ludwig 3. („Die spinnen im Römer“), 2007 – Text und Cartoons (Nauman)
- Weihnachtliche Kochgeschichten. 2008 – Illustration (Gebr. Kornmayer)
- Ratte Ludwig 4. („Der Strubbelludwig“), 2008 – Text und Illustration, (Naumann)
- Ratte Ludwig 5. („Des isse maa was ganz was anneres“), 2010 - Text und Cartoons (Naumann)
- Abenteuergeschichten von Olm und Molm (Sielke/Maycock jr.) - 2015 SonneMondSterne Verlag, Illustration Cover und Beilagenheft Hörspiel Audio CD
- Cordula, Abenteuer auf acht Beinen (Caro Berg) – 2017 Illustrationen
- Kochen mit Olm und Molm (Sielke/Maycock jr.) 2017 SonneMondSterne Verlag – Illustration
- Abenteuergeschichten von Olm und Molm 2 – 2018 SonneMondSterne Verlag, Illustration Cover und Beilagenheft Hörspiel Audio CD

## Ausstellungen (Auswahl)
- Hameln Touristencentrum
- Stadtgalerie Osnabrück
- Rathaus Dietzenbach
- Kreishaus Kreis Offenbach
- Struwwelpetermuseum Frankfurt/M
- Kunstforum Seligenstadt
- Hofgut Reinheim
- Malteserkloster Amberg
- ARTig Dietzenbach jährlich seit 2007
- Karikaturistentreffen Troisdorf
- Hessisches Puppenmuseum Hanau 2011, 2013
- Salon international de la Caricature – Saint-Just-le-Martel/Frankreich 2011, 2012, 2013, 2014
- Il segno rosa – Milano/Italien
- La Ghignata 2012 – Monza/Italien
- Schloss Schönborn Heusenstamm 2014 "Der Kaiser kommt - Ratte Ludwig kommt auch!"
- Liuyun Pavilion Kunming – Provinz Yunnan/China
- Regiomuseum Kloster Seligenstadt
- Die Schmiere Frankfurt am Main 2021 "Museum of Modern Rat"

## Auszeichnungen
- 2012: Prix de l’humour tendre (Frankreich)[2]
- seit 2007: „Apfelwein-Geschworene“ (BSC Urberach/Hessen)
- 2015 Bürgermedaille der Kreisstadt Dietzenbach[3]